# Andrzej Sokołowski
Andrzej Sokołowski, né le 23 novembre 1948 à Opole, est un ancien handballeur et entraîneur polonais. Il a remporté la médaille de bronze avec la Pologne aux Jeux olympiques de 1976.

## Palmarès

### En sélection
Jeux olympiques
- Médaille de bronze aux Jeux olympiques de 1976 de Montréal au  Canada

### En club
- Championnat de Pologne (5): 1972, 1973, 1974, 1975, 1976
- Coupe de Pologne (2): 1969, 1976
- Championnat de Belgique (1): 1979
- Coupe de Belgique (1): 1978